# 磐安围
24°09′27″N 115°39′18″E / 24.15750°N 115.65500°E
磐安围位于中国广东省兴宁市叶塘镇河西村麻岭顶东麓，是一座刘氏家族居住的客家围龙屋，2010年被列为广东省文物保护单位。
磐安围建于清光绪二十一年（1895年），建造者为刘氏十七世祖吉昌。磐安围坐西朝东，为三堂四横围龙屋，面阔105.2米，进深53.6米，占地面积5060平方米。建筑墙体为夯土墙，墙角、台基等处以条石包砌，内为木石构架，顶覆灰瓦。围四角建碉楼，外墙也有多处枪眼以供防卫之用。内部的梁架木雕较为精美。在磐安围居住过的名人有国军少将刘亦贤、台湾航空学院副院长刘晓辉等。